# Antoaneta Frenkeva
Antoaneta Frenkeva   () és una nedadora búlgara, ja retirada, especialista en braça, que va competir durant la dècada de 1980. Fou la primera nedadora búlgara en guanyar dues medalles en uns mateixos Jocs Olímpics.
El 1988 va prendre part en els Jocs Olímpics d'Estiu de Seül on va disputar dues proves del programa de natació. En els 100 metres braça guanyà la medalla de plata, rere la seva compatriota Tània Dangalakova, mentre en els 200 metres braça guanyà la medalla de bronze, rere l'alemanya Silke Hörner i la xinesa  Huang Xiaomin.